# Indivisible
L'Indivisible era una nave da Guerra della Marina francese appartenente alla classe Tonnant ed equipaggiata con 80 cannoni.
Commissionata a Tolone nel 1793 ed entrata in servizio il 23 settembre 1800 l'Indivisible fu poi rinominata Alexandre dal capitano Leveyer il 5 febbraio 1803.
Il 13 dicembre sotto il capitano Garreau insieme allo squadrone dell'ammiraglio Leissègues composto anche dalle navi Impérial, Jupiter, Brave e Diomede, da due fregate e una corvetta, salpò dal porto di Brest diretto a Santo Domingo, dove dopo quaranta giorni di navigazione partecipò all'omonima battaglia contro la flotta inglese e lì fu gravemente danneggiata dalla HMS Superb che poi la lasciò alla deriva con il timone distrutto. Successivamente fu presa dalla HMS Spencer e dal 1808 fu usata dalla Marina inglese come nave deposito di polvere da sparo a Plymouth e nel 1822 venne definitivamente distrutta.